# NGC 1293
NGC 1293 è una galassia ellittica situata nella costellazione di Perseo, a una distanza di circa 193 milioni di anni luce dalla nostra Via Lattea.

## Scoperta
La galassia è stata scoperta il 17 ottobre 1786 dall'astronomo britannico di origine tedesca William Herschel.

## Descrizione
NGC 1293 fa parte dell'Ammasso di Perseo.

## Gruppo di NGC 1272
NGC 1293 fa parte del Gruppo di NGC 1272 che comprende almeno 28 galassie, tra cui NGC 1272, IC 309, NGC 1281 e NGC 1334.
Nella sua lista, Garcia include anche la galassia IC 1907 che è un duplicato di NGC 1278 e identifica quest'ultima con PGC 12405. Si tratta tuttavia di un errore in quanto NGC 1278 corrisponde a PGC 12438 ed è molto più lontana dalla nostra Via Lattea delle altre galassie del gruppo di NGC 1272. Invece PGC 12405 fa effettivamente parte di questo gruppo.
Il gruppo di NGC 1272 fa parte dell'Ammasso di Perseo.